# 強烈熱帶風暴森姆
強烈熱帶風暴森姆（英語：Severe Tropical Storm Sam，國際編號：9910，台灣編號：9911，中國大陸編號：9908，聯合颱風警報中心：16W，菲律賓大氣地球物理和天文管理局：Luding）是1999年太平洋颱風季第11個被命名的熱帶氣旋，亦是當年第二個登陸香港的熱帶氣旋。1999年共有5個熱帶氣旋吹襲香港50公里範圍，當中有4個直接橫過香港，自1964年以來首次。另外，森姆一度是香港有紀錄以來降雨最多的熱帶氣旋，直至24年後才被強颱風海葵超越。森姆吹襲期間，中華航空642號班機於香港國際機場降落時失事，全機翻轉並起火。機上3人死亡，208人受傷，是新機場於1998年7月啟用以來首宗致命航空事故。

## 發展過程
除特別註明外，此章節的時間均以協調世界時（UTC）為準。
森姆在1999年8月17日在呂宋以東的季風槽上發展為熱帶低氣壓。它採取西北偏西的路徑移動，並於8月19日增強為熱帶風暴。森姆於8月20日橫過呂宋北部海岸，進入南海後增強為強烈熱帶風暴。隨後森姆轉向西北移動，趨向珠江口。根據香港天文台資料，森姆於8月22日日間一度增強為颱風，並在登陸香港前減弱為強烈熱帶風暴，而日本氣象廳則認為森姆從來未達到颱風強度。
根據香港天文台及日本氣象廳，森姆以強烈熱帶風暴強度在8月22日10時（當地時間18時）左右在香港西貢大浪灣一帶登陸，約1小時後先後橫過海下灣、船灣郊野公園、南涌、打鼓嶺，並在文錦渡的深圳河進入深圳。森姆登陸後逐漸減弱，並在8月23日下午在廣東內陸減弱為低壓區。隨後它轉向東北偏北移動，在8月25日於湖北轉化為溫帶氣旋，其後轉向東北偏東移動，掠過朝鮮半島南岸後，在8月27日消散於日本海。

## 影響

### 菲律賓
森姆橫過呂宋期間，造成1人死亡及9人受傷。超過4000多人疏散。

### 香港
- 當地懸掛之最高熱帶氣旋警告信號： 八號西北烈風或暴風信號 /  八號西南烈風或暴風信號
- 最接近當地時間：1999年8月22日下午6時15分
- 最接近當地位置：香港天文台總部東北約25公里（掠過香港境內）

香港天文台在8月20日下午4時15分懸掛一號戒備信號。受森姆的下沉氣流影響，香港天氣酷熱，並有嚴重霧霾，8月21日天文台總部錄得攝氏35.1度的最高氣溫，乃1999年的最高紀錄。隨著森姆的逼近，天文台在8月22日凌晨2時半懸掛三號強風信號。因應森姆增強為颱風，天文台在下午12時半懸掛八號西北烈風或暴風信號，當時森姆已移至天文台總部東南偏東約80公里。由於森姆的風眼較大，香港已受其眼壁影響，其風眼在下午2時左右覆蓋香港東部。
由於森姆在登陸香港前減弱為強烈熱帶風暴，天文台預料香港近海平面不會吹颶風，所以沒有懸掛九號烈風或暴風風力增強信號。森姆於下午6時在香港西貢東部登陸，並於下午6時15分最接近香港天文台總部，當時森姆集結在天文台總部東北約25公里。隨後森姆在晚上7時橫過港深邊界，進入深圳。因應風向轉變，天文台在晚上8時10分改掛八號西南烈風或暴風信號。隨著森姆逐漸遠離香港並減弱為熱帶風暴，天文台在8月23日凌晨3時50分改掛三號信號。隨著森姆減弱為低壓區，天文台在上午9時除下所有熱帶氣旋警告信號。
森姆登陸後，一支低空急流在珠江口一帶建立，並為香港帶來暴雨，天文台先後在8月22日下午1時55分、8月23日凌晨5時25分及早上6時13分發出黃色、紅色和黑色暴雨警告。但香港的雨勢並沒有減弱，在強雷雨帶徘徊下，天文台在8月24日下午4時35分再次發出黑色暴雨警告，並於晚上10時改發紅色暴雨警告。天文台在8月25日下午4時05分再次發出紅色暴雨警告，直至下午5時45分取消。這是自1992年設立暴雨警告系統以來，首次連續2日發出最高暴雨警告信號。
由森姆進入香港600公里範圍內至其消散後的72小時期間，天文台總部錄得的總雨量為616.5毫米，一度是香港有紀錄以來降雨最多的熱帶氣旋，但紀錄已於24年後被強颱風海葵的640.7毫米打破。

#### CI642班機事故
8月22日下午6時43分，中華航空642號班機在香港國際機場南跑道（07R）側風著陸時失事，右面起落架先著地。起落架未能吸收撞擊力，即時折斷。撞擊力同時傳入機翼結構，引致右機翼在接近機身附近地方斷裂。右面油箱漏出燃油即時著火。機身在左面機翼的揚力下向右翻滾，飛機衝出跑道右面草地，全機上下倒轉後方停定。航機在曼谷起飛前已得知香港受颱風吹襲，因而攜帶了額外的燃油以作應變，導致意外中火勢更為猛烈；幸而當時機場下著大雨，同時消防車也迅速到場控制火勢。事故造成3死208傷，當中約50人重傷。
受事件影響，南跑道被全面封閉。在隨後數日，共有360多班航機延誤或被取消。

#### 其他方面的影響
受風暴影響，由市區往離島的渡輪服務在8月22日下午停航，300多名居於這些離島的乘客受到影響。強風及烈風吹倒了多棵大樹及招牌。4名滑浪人士在大尾篤附近一度失蹤。惡劣天氣亦釀成8宗交通意外。
暴雨為香港帶來約310宗水浸及160宗山泥傾瀉。新界北部積水一度深達兩米。200多名居民被迫要遷離。深井新村在8月23日山洪暴發，一名男子被活埋及28人受傷。在香港仔田灣，約30間商舖被泥水圍困。山泥傾瀉亦導致港島多條道路需要封閉。在大嶼山，山泥堵塞了島上的交通命脈東涌道及嶼南道，巴士服務幾陷癱瘓。在石硤尾，700多名居民因山泥傾瀉威脅而要在8月25至26日撤離居所。
颱風森姆吹襲期間，香港共有4人死亡，328人受傷。

#### 天文台處理手法的爭議和批評
雖然天文台8月22日凌晨已明確指出森姆有機會為本港帶來烈風，但是天文台一直主觀地認為森姆會在香港以東登陸，香港不會受烈風影響，所以一直拖延至維港內開始吹烈風後才決定是否懸掛八號信號。但是在8月22日早上10時開始，香港風勢普遍由清勁至強風程度急劇增強至烈風程度，當時森姆位於天文台東南偏東約130公里。天文台卻在中午12時30分才掛起八號信號，當時森姆已移至於天文台總部東南偏東約80公里，而森姆的風眼較大，天文台掛起八號信號時，香港已受到森姆的眼壁影響，市面天氣惡劣。
同時，天文台沒有懸掛九號烈風或暴風風力增強信號同樣惹來質疑。
天文台在對事件的回應中已指出現有熱帶氣旋警告信號制度在1973年制定，由於時代改變，部分內容（如提早12小時懸掛三號信號和八號信號）已不合時宜，而且天文台辯稱「維港從來沒有烈風紀錄這回事，懸掛八號信號只屬預警性質。」來掩飾天文台預測失誤，並沒有向公眾說明森姆登陸香港造成正面威脅，亦沒有交代風眼經過時應注意的事項（如風向的改變，風眼經過時短暫的暴風雨消失等），兼且以森姆風力分佈不平均為藉口掩飾風眼經過香港境內的事實以瞞騙市民。
有市民在事後向申訴專員公署投訴天文台失職，但投訴不成立。天文台回覆表示，由於森姆在8月22日下午已開始減弱為強烈熱帶風暴，香港近海平面不會持續吹颶風，因此不需要懸掛九號信號，而風力數據亦反映這個情況；根據8月21日至8月23日每小時各氣象站的持續風速報告，維港在8月22日早上九時後才持續吹強風，其後風力一度接近卻始終未能維持烈風程度。不過今次森姆襲港的特點是風雨夾雜，風雨期間的陣風達八級以上，以至一般人的感覺是風狂雨疾。但是從數據的角度，嚴格來說，天文台沒有過遲懸掛三號風球，而且風力未達八號風球的指標，但為了市民的安全，還是有必要懸掛八號風球。儘管如此，天文台受批評後仍維持以維港的風力作為懸掛風球的指標，沒有對任何測風站網絡作修訂，並間接引發2006年的派比安事件。

### 中國大陸
在廣東，最少有5人死亡及100人受傷，數所機場被迫關閉。 

### 葡屬澳門
- 當地懸掛最高熱帶氣旋警告信號： 三號風球

8月22日森姆進入澳門100公里範圍並在澳門東北約50公里掠過，部份地區曾錄得烈風，並有輕微財物損失，但澳門氣象局當時並不認為森姆屬正面吹襲，只是懸掛3號風球，沒有懸掛8號風球。森姆對澳雖未有重影響因風暴引致意外超過廿宗。
- 當地最低氣壓：978.2百帕斯卡（1999/8/22 15:25）
- 風向和最高風速：西北偏北55 km/h（1999/8/22 12:00）／陣風：111 km/h（1999/8/22 11:34）
- 最大日雨量：223毫米和256.2毫米

## 熱帶氣旋信號使用記錄

### 香港
| 香港天文台 熱帶氣旋警告信號 | 香港天文台 熱帶氣旋警告信號 | 香港天文台 熱帶氣旋警告信號 |
| --------------------------- | --------------------------- | --------------------------- |
| 上一熱帶氣旋                | 一號戒備信號                | 下一熱帶氣旋                |
| 熱帶風暴10W                 | 一號戒備信號                | 熱帶風暴芸蒂                |
| 熱帶風暴10W                 | 三號強風信號                | 颱風約克                    |
| 颱風瑪姬                    | 八號西北烈風或暴風信號      | 颱風約克                    |
| 颱風維克托                  | 八號西南烈風或暴風信號      | 颱風約克                    |
| 颱風瑪姬                    | 八號烈風或暴風信號          | 颱風約克                    |

### 葡屬澳門
| 地球物理暨氣象台 熱帶氣旋信號 | 地球物理暨氣象台 熱帶氣旋信號 | 地球物理暨氣象台 熱帶氣旋信號 |
| ----------------------------- | ----------------------------- | ----------------------------- |
| 上一熱帶氣旋                  | 一號風球                      | 下一熱帶氣旋                  |
| 熱帶風暴10W                   | 一號風球                      | 熱帶風暴芸蒂                  |
| 颱風瑪姬                      | 三號風球                      | 颱風約克                      |

### 中華民國
| 中央氣象局 颱風警報 | 中央氣象局 颱風警報 | 中央氣象局 颱風警報 |
| ------------------- | ------------------- | ------------------- |
| 上一熱帶氣旋        | 海上颱風警報        | 下一熱帶氣旋        |
| 中度颱風瑪姬        | 海上颱風警報        | 中度颱風丹恩        |

## 資料來源
1. 1 2 3 4  .   [2007-02-07]. （原始内容存档于2007-09-27）.
2. ↑  聯合颱風警報中心對森姆的報告 的存檔，存档日期2008-09-13.
3. ↑  .   [2007-02-07]. （原始内容存档于2014-08-14）.
4. ↑  .   [2007-02-07]. （原始内容存档于2007-09-27）.
5. ↑  Murphy, Colum. "Pilot error blamed for typhoon crash 的存檔，存档日期2009-03-27.." 英文虎報 5 February 2005. Retrieved on 28 May 2011.
6. ↑  .   [2007-02-07]. （原始内容存档于2015-05-17）.
7. ↑  .   [2013-09-24]. （原始内容存档于2013-09-27）.
8. ↑  天氣稿第110號 - 熱帶氣旋警報 （页面存档备份，存于）, 1999年8月22日
9. 1 2  天文台對森姆(1999)事件作出之回應
10. ↑  .   [2007-02-07]. （原始内容存档于2008-12-17）.

## 外部連結
- Digital Typhoon有關森姆的資料
- 日本氣象廳提供的最佳路徑
- 颱風森姆的路徑圖
- 聯合颱風警報中心對森姆的報告
- 香港天文台對颱風森姆的報告 （页面存档备份，存于）
- 香港氣象網對森姆的回顧[永久]
- 香港惡劣天氣資訊中心對森姆的回顧
- 香港熱帶氣旋追擊站對森姆的回顧 （页面存档备份，存于）
- CI642失事時的片段 （页面存档备份，存于）